# Anti-fog-vizier

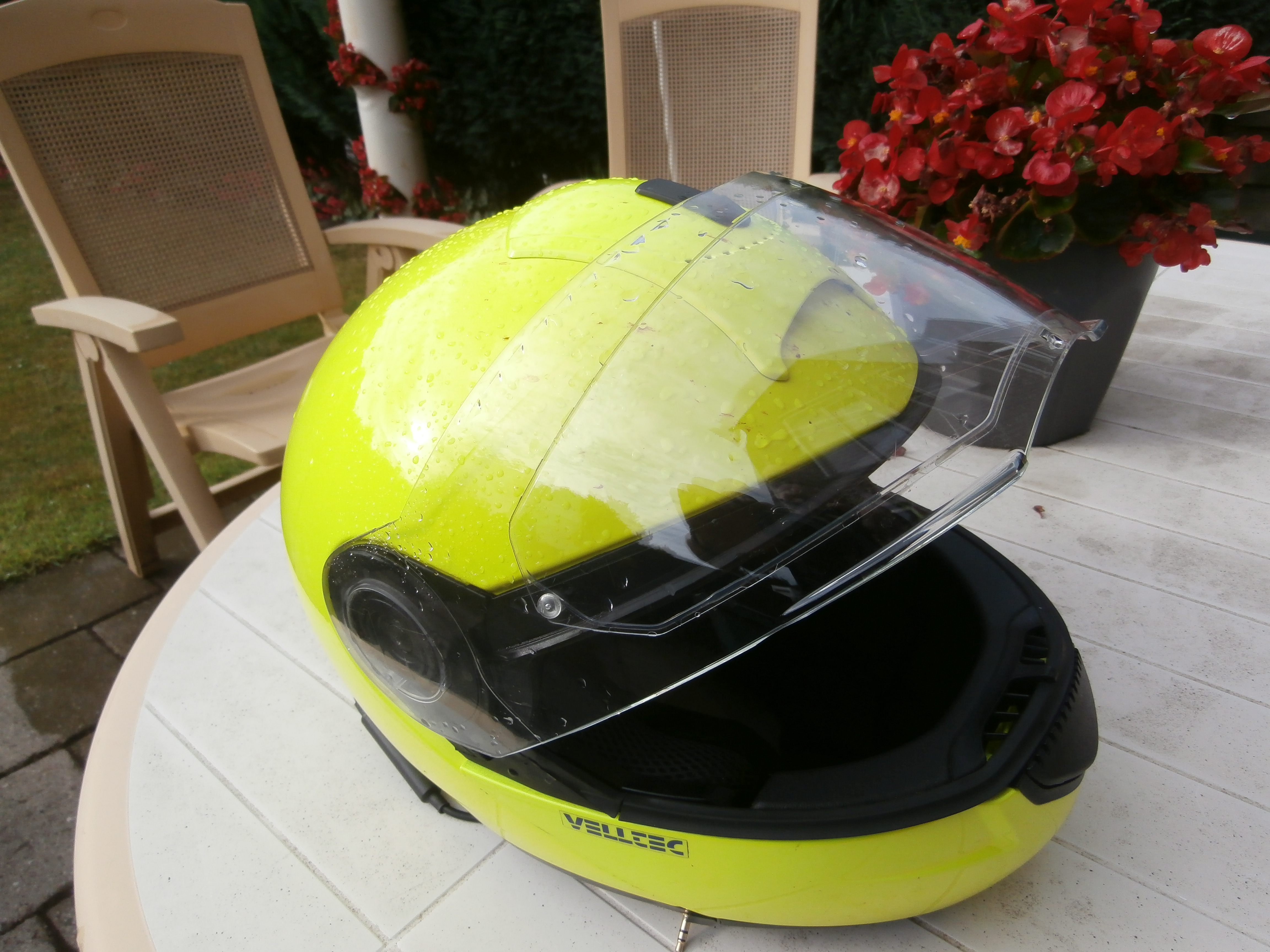

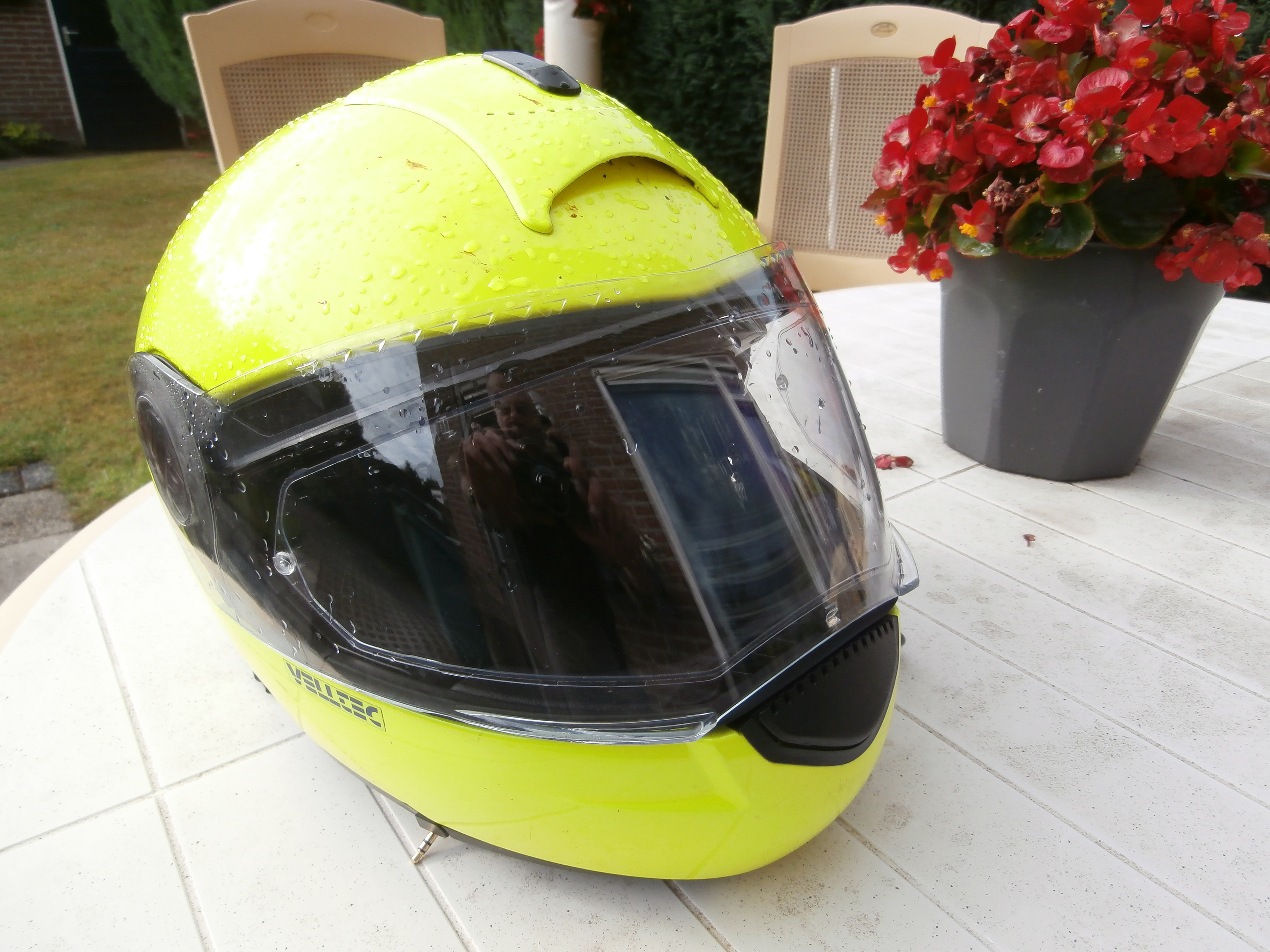

Een anti-fog-vizier is een helmvizier met anti-condenslaag. Het werd later vervangen door een dubbel vizier (Pinlock ®), dat langer effectief bleef omdat er geen gebruik was gemaakt van een (slijtende) laag. Dit tweede (binnen)vizier, dat van vochtabsorberend materiaal is gemaakt, kan eenvoudig in vrijwel elk bestaand vizier bevestigd worden. Dergelijke vizieren kunnen worden toegepast in motorhelmen, maar ook in politiehelmen (ME), perslucht- en zuurstofmaskers, skibrillen en veiligheidsbrillen.